# Ačko
Ačko je priimek v Sloveniji, ki ga je po podatkih Statističnega urada Republike Slovenije na dan 1. januarja 2010 uporabljalo 371 oseb in je med vsemi priimki po pogostosti uporabe uvrščen na 974. mesto.

## Znani nosilci priimka
- Bojan Ačko (*1961), strojnik, prof. FS
- Drago Ačko (*1961), slikar, grafik, kipar in restavrator
- France Ačko (1904–1974), frančiškan, organist in skladatelj
- Martin Ačko (1933–?), patolog
- Matic Ačko (*1991), oblikovalec, glasbenik, pesnik, performer ...
- Miran Ačko (1968–2023), veterinar bujatrik
- Samo Ačko, grafični oblikovalec, likovni urednik Dnevnika
- Špela Ačko, pesnica